# Stanisław Trembiński
Stanisław Julian Trembiński (ur. 23 października 1888, zm. ?) – kapitan dyplomowany piechoty Wojska Polskiego.

## Życiorys
Syn Stanisława. W latach 1919–1921, w stopniu porucznika, był słuchaczem I Kursu Normalnego Wyższej Szkoły Wojennej. W kwietniu 1920 roku, w związku z wyprawą kijowską, przerwano mu naukę i przydzielono do 8 pułku piechoty Legionów. 1 czerwca 1921 roku jego oddziałem macierzystym był nadal 8 pp Leg. Formalnie przeniesiony do rezerwy, został zatrzymany w służbie czynnej. 8 stycznia 1924 roku został zatwierdzony w stopniu kapitana ze starszeństwem z dniem 1 czerwca 1919 roku i 1363. lokatą w korpusie oficerów rezerwy piechoty. 22 grudnia 1924 roku został przemianowany z dniem 1 lipca 1924 roku na oficera zawodowego w korpusie oficerów piechoty, w stopniu kapitana ze starszeństwem z dniem 1 lipca 1919 roku. W 1925 roku służył w Departamencie X Przemysłu Wojennego Ministerstwa Spraw Wojskowych, pozostając oficerem nadetatowym 33 pułku piechoty w Łomży. Następnie pełnił służbę w Oddziale I Sztabu Generalnego (od 1928 roku – Sztab Główny). Z dniem 1 marca 1930 roku został przesunięty z Oddziału I Sztabu Głównego do składu osobowego II zastępcy szefa Sztabu Głównego i przydzielony do Samodzielnego Wydziału Wojskowego przy Ministerstwie Przemysłu i Handlu. W listopadzie 1932 roku został zwolniony z zajmowanego stanowiska w Biurze Wojskowym Ministerstwa Przemysłu i Handlu i oddany do dyspozycji dowódcy Okręgu Korpusu Nr I. Z dniem 31 marca 1933 roku został przeniesiony w stan spoczynku.
W 1934 roku pozostawał w ewidencji Powiatowej Komendy Uzupełnień Warszawa Miasto III. Posiadał przydział do Oficerskiej Kadry Okręgowej Nr I. Był wówczas „przewidziany do użycia w czasie wojny”.

## Ordery i odznaczenia
- Krzyż Niepodległości (15 kwietnia 1932)[17]
- Krzyż Walecznych[18]
- Srebrny Krzyż Zasługi (19 marca 1931)[19]
- Krzyż Oficerski Orderu Świętego Sawy (Jugosławia, 8 sierpnia 1927)[20]